# Głosowanie taktyczne
Głosowanie taktyczne – głosowanie na inną opcję lub kandydata niż najbardziej preferowany przez osobę głosującą.
Wyniki wyborów tym lepiej odzwierciedlają rzeczywiste preferencje wyborców, im mniej jest w nim głosowania taktycznego – jeśli optymalną strategią jest głosowanie na najbardziej preferowaną opcję, decyzja zostaje podjęta zależnie od rzeczywistej woli głosujących.
Jeśli opcje są tylko dwie, każdy system, w którym zmiana głosu na jakąś opcję nie zmniejsza jej szans, wyklucza głosowanie taktyczne. Niezależnie więc od tego, ile dany wyborca ma głosów, ani czy liczy się je bezpośrednio, czy np. większościowo w regionach, nie opłaca się głosować taktycznie. Nie znaczy to jeszcze, że system taki dobrze odzwierciedla poglądy społeczeństwa – ważne jest też, ile głosów ma każdy wyborca, jak grupuje się wyborców, oraz sprawy niezależne od samego systemu liczenia głosów: swoboda działalności politycznej, równy dostęp do mediów itd.
W każdym systemie, w którym są możliwe co najmniej trzy opcje, są możliwe przypadki, gdzie opłaca się głosować taktycznie. Jednak proporcje między istotnością głosowania taktycznego w różnych systemach są o wiele rzędów wielkości, tak więc jest to bardzo ważna kwestia przy wyborze systemu głosowania.

## Głosowanie większościowe z jedną turą
Najgorzej odzwierciedlającym preferencje wyborców pod względem głosowania taktycznego jest system, w którym wygrywa ten, kto zdobędzie najwięcej głosów niezależnie od tego, czy przekroczył jakiś próg.
W takim systemie, jeśli grupa wyborców preferuje kandydata A, na drugim miejscu B, na trzecim zaś C, przy czym B ma „większe szanse” od A, głosowanie na A spowoduje zmniejszenie szans B i zwiększenie szans C. B ma „większe szanse” głównie dlatego, że wyborcy niechętnie głosują na naprawdę preferowanych kandydatów (a kandydaci niechętnie zgłaszają się do wyborów). W takim wypadku powstaje zwykle system dwupartyjny albo dwublokowy i wystawienie kandydata niezależnego o umiarkowanej popularności powoduje porażkę tego z bloków, który jest mu bliższy.
System ten występuje na przykład w wyborach prezydenckich w USA albo do brytyjskiej Izby Gmin.

## Głosowanie w dwóch turach
W systemie dwuturowym wygrywa kandydat, który zdobędzie ponad połowę głosów, jeśli zaś takiego nie będzie to do drugiej tury staje dwóch kandydatów, którzy uzyskali najwięcej głosów w pierwszej turze.
System ten umożliwia wystawianie kandydatów mających nawet niewielkie szanse, oraz wybory preferowanego kandydata pewnego bloku. Jeśli jednak wyborcy nie są silnie spolaryzowani, nadal może się zdarzyć, że większość wolałaby jednego z kandydatów, którzy nie dostali się do drugiej tury.
System ten występuje w wyborach prezydenckich w Polsce. Opisany problem zaistniał w wyborach w 1995 r. – do drugiej tury dostali się Aleksander Kwaśniewski (który był akceptowalnym kandydatem dla większości „lewicowego” elektoratu) i Lech Wałęsa. Ponieważ w pierwszej turze było bardzo dużo „prawicowych” kandydatów, a najwięcej z nich dostał akurat nie ten, który był najbardziej akceptowalny, wiele osób, które popierały jednego z pozostałych „prawicowych” kandydatów, w drugiej turze nie głosowało lub głosowało na Aleksandra Kwaśniewskiego, który dzięki temu wygrał niewielką przewagą głosów.
W wyborach w USA w 2000 r., gdyby doszło do drugiej tury pomiędzy George’em Bushem a Alem Gore’em, większość wyborców trzeciego najpopularniejszego Ralpha Nadera prawdopodobnie oddałaby głos na Ala Gore’a, co zmieniłoby wynik na bardziej odpowiadający poglądom większości wyborców.

## Natychmiastowa dogrywka (instant runoff)
Lepiej odzwierciedlający preferencje wyborcze system polega na numerowaniu kandydatów od najbardziej do najmniej preferowanego. Kandydat z najmniejszą liczbą głosów najbardziej preferowanych odpada, po czym przenosi się głosy tych, którzy go wybierali na kolejnego na ich liście preferencji. Procedurę powtarza się aż zostanie dwóch kandydatów, spośród których wygrywa ten z większą liczbą głosów.
Problemem jest to, że kandydat, który ma niewiele głosów maksymalnych, za to jest najbardziej „akceptowalnym” kandydatem dla znacznej części wyborców, może bardzo wcześnie odpaść.
Taki system funkcjonuje między innymi w Australii.